# Наука і техніка Повітряних Сил Збройних Сил України
«Наука і техніка Повітряних Сил Збройних Сил України» (англ. Science and Technology of the Air Force of Ukraine) – рецензований науково-технічний журнал, що заснований у липні 2009 року Харківським національним університетом Повітряних Сил імені Івана Кожедуба.

Журнал занесений до “Переліку наукових фахових видань України, в яких можуть публікуватися результати дисертаційних робіт на здобуття наукових ступенів доктора і кандидата наук” (технічні та військові науки), затверджено наказом Міністерства освіти і науки України від 29.12.2014 № 1528 (із змінами від 22.12.2016 № 1604).

Видання індексується міжнародними бібліометричними та наукометричними базами даних:
- Google Scholar
- Index Copernicus
- DOAJ
- Ulrich's Periodicals Directory
- WorldCat
- Bielefeld Academic Search Engine (BASE)
- ResearchBib
- Universal Impact Factor

Журнал видається щоквартально змішаними мовами: українською, англійською та російською. Тираж складає 150 примірників.

Реферативна інформація зберігається у загальнодержавній реферативній базі даних „Україніка наукова” та публікується у відповідних тематичних серіях УРЖ „Джерело”.

## Зміст видання
Журнал відображає новітні знання та результати фундаментальних, пошукових та прикладних наукових досліджень з проблематики розвитку, застосування та забезпечення Повітряних Сил Збройних Сил України, удосконалення їх системи управління, розвитку бойового застосування та озброєння авіації, зенітних ракетних військ, радіотехнічних військ, радіотехнічного забезпечення і зв’язку Повітряних Сил Збройних Сил України.
В області військових та оборонних технологій, озброєння і військової техніки та безпеки журнал відображає прогрес в дослідженнях і розробках, досвід проведення військових місій та операцій з врегулювання кризових ситуацій та підтримує впровадження новітніх знань в оборонну промисловість та військову практику.
Журнал має такі розділи:
- Розвиток та застосування Повітряних Сил, інших видів Збройних Сил України, удосконалення їх системи управління
- Розвиток, бойове застосування та озброєння авіації
- Розвиток, бойове застосування та озброєння зенітних ракетних військ
- Розвиток, бойове застосування та озброєння радіотехнічних військ
- Розвиток радіотехнічного забезпечення, автоматизованих систем управління та зв’язку Повітряних Сил
- Проведення військових місій та операцій з врегулювання кризових ситуацій
- Загальні питання

## Редакційна колегія
Головний редактор: 
- Пєвцов Геннадій Володимирович (доктор технічних наук професор, Харківський національний університет Повітряних Сил ім. І. Кожедуба, Харків, Україна).

Заступник головного редактору:
- Павленко Максим Анатолійович (доктор технічних наук професор, Харківський національний університет Повітряних Сил ім. І. Кожедуба, Харків, Україна).

Члени редколегії:
- Василець Віталій Олексійович (доктор технічних наук старший науковий співробітник, Харківський національний університет Повітряних Сил ім. І. Кожедуба, Харків, Україна);
- Євсєєв Сергій Петрович (доктор технічних наук старший науковий співробітник, Харківський національний економічний університет ім. С. Кузнеця, Харків, Україна);
- Загорка Олексій Миколайович (доктор військових наук професор, Національний університет оборони України ім. І. Черняховського, Київ, Україна);
- Залевський Геннадій Станіславович (доктор технічних наук старший науковий співробітник, Харківський національний університет Повітряних Сил ім. І. Кожедуба, Харків, Україна);
- Коваль Володимир Валерійович (кандидат військових наук старший науковий співробітник, Генеральний штаб Збройних Сил України, Київ, Україна);
- Кульпа Христоф (доктор технічних наук професор, Варшавський політехнічний університет, Варшава, Польща);
- Оваід Сальман Рашід (кандидат технічних наук, Коледж університету Аль Мареф, Рамаді, Ірак);
- Пацек Богуслав (доктор військових наук професор, Ягелонський університет, Краков, Польща);
- Романенко Ігор Олександрович (доктор технічних наук професор, Центральний науково-дослідний інститут Збройних Сил України, Київ, Украіна);
- Сідченко Сергій Олександрович (кандидат технічних наук старший науковий співробітник, Харківський національний університет Повітряних Сил ім. І. Кожедуба, Харків, Украіна);
- Сова Олег Ярославович (доктор технічних наук старший науковий співробітник, Військовий інститут телекомунікацій та інформатизації, Київ, Україна);
- Сухаревський Олег Ілліч (доктор технічних наук професор, Харківський національний університет Повітряних Сил ім. І. Кожедуба, Харків, Україна);
- Тишка Андрій (кандидат політичних наук, Балтійський оборонний коледж, Тарту, Естонія);
- Фаркас Тибор (кандидат технічних наук, Національний університет державної служби, Будапешт, Угорщина);
- Худов Геннадій Володимирович (доктор технічних наук професор, Харківський національний університет Повітряних Сил ім. І. Кожедуба, Харків, Україна);
- Чепков Ігор Борисович (доктор технічних наук професор, Центральний науково-дослідний інститут озброєння та військової техніки Збройних Сил України, Київ, Україна);
- Ярош Сергій Петрович (доктор військових наук професор, Харківський національний університет Повітряних Сил ім. І. Кожедуба, Харків, Україна).

Відповідальний секретар:
- Ряполов Іван Євгенович (кандидат технічних наук, Харківський національний університет Повітряних Сил ім. І. Кожедуба, Харків, Україна).

## Ювілейні та тематичні випуски
Досвід Великої Вітчизняної війни та його вплив на розвиток воєнної науки і техніки - 1(3), 2010
80-річчю Харківського університету Повітряних Сил Імені Івана Кожедуба –  2(4), 2010
До річниці Збройних Сил України – 2(6), 2011
До дня Перемоги – 1(14), 2014
До дня науки в Україні – 2(23), 2016; 2(27), 2017; 2(31), 2018